# Olympische Sommerspiele 1980/Schwimmen – 400 m Lagen (Männer)
Der Schwimmwettkampf der Männer über 400 Meter Lagen bei den Olympischen Spielen 1980 in Moskau wurde am 27. Juli ausgetragen.

## Rekorde

### Bestehende Rekorde
Vor Beginn der Olympischen Spiele waren folgende Rekorde gültig.
| Weltrekord         | 4:20,05 min | Jesse Vassallo | West-Berlin, BR Deutschland | 28. August 1978 |
| Olympischer Rekord | 4:23,68 min | Rod Strachan   | Montreal, Kanada            | 25. Juli 1976   |

### Neue Rekorde
| Olympischer Rekord | 4:23,68 min | Oleksandr Sydorenko | Finale | 27. Juli 1980 |

## Ergebnisse

### Vorläufe
| Rang | Lauf              | Athlet              | Nation           | Zeit        | Anm. |
| ---- | ----------------- | ------------------- | ---------------- | ----------- | ---- |
| 1    | 1                 | Zoltán Verrasztó    | Ungarn           | 4:25,57 min | Q    |
| 2    | 1                 | Leszek Górski       | Polen            | 4:26,02 min | Q    |
| 3    | 3                 | András Hargitay     | Ungarn           | 4:27,00 min | Q    |
| 4    | 4                 | Oleksandr Sydorenko | Sowjetunion      | 4:28,02 min | Q    |
| 5    | 3                 | Serhij Fessenko     | Sowjetunion      | 4:28,18 min | Q    |
| 6    | 3                 | Daniel Machek       | Tschechoslowakei | 4:28,66 min | Q    |
| 7    | 2                 | Djan Madruga        | Brasilien        | 4:28,77 min | Q    |
| 8    | 2                 | Miloslav Rolko      | Tschechoslowakei | 4:29,19 min | Q    |
| 9    | 2                 | Simon Gray          | Großbritannien   | 4:29,43 min |      |
| 10   | 4                 | Csaba Sós           | Ungarn           | 4:29,69 min |      |
| 11   | 3                 | Dariusz Wolny       | Polen            | 4:31,28 min |      |
| 12   | 1                 | Ricardo Prado       | Brasilien        | 4:31,69 min |      |
| 13   | 4                 | Thomas Lejdström    | Schweden         | 4:33,05 min |      |
| 14   | 2                 | Giovanni Franceschi | Italien          | 4:33,66 min |      |
| 15   | 3                 | Wladimir Schemetow  | Sowjetunion      | 4:34,01 min |      |
| 16   | 2                 | Paul Moorfoot       | Australien       | 4:34,28 min |      |
| 17   | 4                 | Stephen Poulter     | Großbritannien   | 4:35,21 min |      |
| 18   | 3                 | Franky de Groote    | Belgien          | 4:36,99 min |      |
| 19   | 3                 | Guillermo Zavala    | Mexiko           | 4:37,58 min |      |
| 20   | 1                 | Evangelos Koskinas  | Griechenland     | 4:39,44 min |      |
| 21   | 2                 | Gary Andersson      | Schweden         | 4:41,32 min |      |
| 22   | 1                 | Andrey Aguilar      | Costa Rica       | 4:41,74 min |      |
| 23   | 1                 | Rafael Escalas      | Spanien          | 4:42,49 min |      |
|      | 4                 | Jörg Walter         | DDR              | DSQ         |      |
| 2    | Antonio Monteiro  | Spanien             | DNS              |             |      |
| 4    | Jean-Marc Carezic | Venezuela           | DNS              |             |      |
| 4    | Max Metzker       | Australien          | DNS              |             |      |

### Finale
| Rang | Athlet              | Nation           | Zeit        | Anm. |
| ---- | ------------------- | ---------------- | ----------- | ---- |
| 1    | Oleksandr Sydorenko | Sowjetunion      | 4:22,89 min | OR   |
| 2    | Serhij Fessenko     | Sowjetunion      | 4:23,43 min |      |
| 3    | Zoltán Verrasztó    | Ungarn           | 4:24,24 min |      |
| 4    | András Hargitay     | Ungarn           | 4:24,48 min |      |
| 5    | Djan Madruga        | Brasilien        | 4:26,81 min |      |
| 6    | Miloslav Rolko      | Tschechoslowakei | 4:26,99 min |      |
| 7    | Leszek Górski       | Polen            | 4:28,89 min |      |
| 8    | Daniel Machek       | Tschechoslowakei | 4:29,86 min |      |